# Schiedea lychnoides
Schiedea lychnoides är en nejlikväxtart som beskrevs av Wilhelm B. Hillebrand.
Schiedea lychnoides ingår i släktet Schiedea och familjen nejlikväxter. Inga underarter finns listade i Catalogue of Life.